# Франц Гайлер
Франц Гайлер (нім. Franz Hayler; 29 серпня 1900, Шварценфельд — 11 вересня 1972, Ашау-ім-Кімгау) — німецький бізнесмен і політик часів Третього Рейху, группенфюрер СС, співробітник СД (1939), лідер військової економіки, державний серетар і заступник рейхсміністра економіки. Кавалер Лицарського хреста Хреста Воєнних заслуг.

## Біографія
Син мюнхенського продавця. Вивчав політологію в Мюнхені, здобув докторський ступінь. В рядах добровольчого корпусу Оберланд брав участь у боях проти Баварської Радянської Республіки, а також в Рурській області і Верхній Сілезії. Учасник Пивного путчу. З 1927 року — незалежний бізнесмен, член багатьох бізнес-асоціацій.
1 грудня 1931 року вступив у НСДАП (квиток № 754 133), в середині 1933 року- у СС (№ 64 697). В 1935 році балотувався на виборах у рейхстаг від Мюнхена, але програв вибори. З 11 вересня 1942 року і до кінця Другої світової війни — депутат рейхстагу. З 1943 року — голова відділу міністерства економіки, в листопаді призначений державним секретарем і заступником міністра економіки Вальтера Функа.
Був членом «Кола друзів рейхсфюрера СС».
В 1945 році інтернований, виступав свідком на Нюрнберзькому процесі. Після звільнення — незалежний підприємець в Мюнхені.

## Нагороди
- Сілезький Орел 2-го і 1-го класу
- Тірольський Орел
- Аннабергський хрест
- Почесний хрест ветерана війни з мечами
- Орден крові
- Кільце «Мертва голова»
- Почесна шпага рейхсфюрера СС
- Лідер воєнної економіки (30 січня 1938)
- Залізний хрест 2-го класу
- Хрест Воєнних заслуг 2-го і 1-го класу[6]
- Лицарський хрест Хреста Воєнних заслуг (16 серпня 1944)[6]

## Галерея

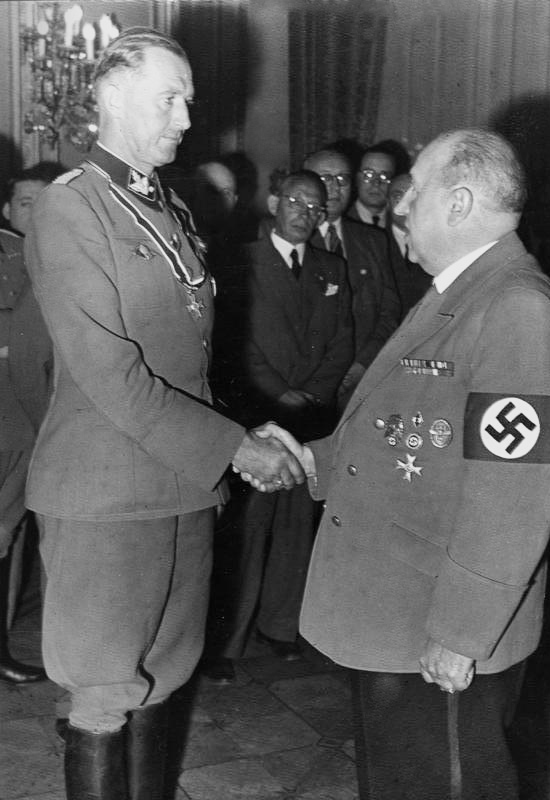
Вальтер Функ (праворуч) вручає Гайлеру Лицарський хрест Хреста Воєнних заслуг (серпень 1944)